# Melanophthalma phragmiteticola
Melanophthalma phragmiteticola is een keversoort uit de familie schimmelkevers (Latridiidae). De wetenschappelijke naam van de soort werd in 1967 gepubliceerd door Franz.